# Breda Ballon Fiësta
Breda Ballon Fiësta was een jaarlijks terugkerend ballonvaartevenement dat gehouden werd op een terrein aan de Rietdijk bij de Texas Hoeve in de wijk de Asterd in Breda. Met het 25-jarig bestaan in 2011 werd Breda Ballon Fiësta gehouden vanaf de Trip van Zoudlandtkazerne in Breda Centrum waarna het evenement (tijdelijk) stopte.
Het evenement werd voor het eerst gehouden in 1986 aan de terreinen van de Wikketuin. Het vond elk jaar plaats in de een na laatste week van de zomervakantie op een achtereenvolgende donderdag, vrijdag en zaterdag in augustus. Als de weersomstandigheden het toe lieten stijgen er ieder jaar ballonnen op, zowel 's morgens als 's avonds. Door andere evenementen in de binnenstad week Breda Ballon Fiësta in 2011 uit naar de woensdag, donderdag en vrijdag.
De ballonnen werden gesponsord door diverse bedrijven. Er waren 'gewone' ballonnen en Special-shapes: dit zijn (meestal grotere) ballonnen met speciale vormen zoals een molen, blikje, fotorolletje, Calimero etc.
Vooral 's avonds trok dit gratis evenement veel bezoekers. Op zaterdagavond vond de speciale 'candle lighting' plaats, waarbij ballonnen onder begeleiding van muziek werden opgeblazen en opgelicht. Ter afsluiting vond er vuurwerk plaats boven de Asterdplas.
Er was een jaarlijks wisselend voorprogramma met vliegtuigen, parachutisten en/of vliegeraars.
Op woensdag 10 augustus 2005 is het luchtruim boven Breda gevuld met 100 luchtballonnen omdat Breda Ballon Fiësta dan voor de 20e keer gehouden wordt.

## Edities
| Jaartal | Editie | Locatie | Aantal ballonnen |
| ------- | ------ | --- | ---------------- |
| 1986    | 1      | Wikketuin, Haagse Beemden, Breda |                  |
| ...     | ...    | ... |                  |
| 2005    | 20     | Rietdijk, Texas Hoeve, Haagse Beemden, Breda Minervum + Bavelse Berg + Steenakker + Bavel + Leursebaan + Seelig Kazerne + KMA + Trip van Zoutlandtkazerne + Vuchtpolder + Teteringen / De Haenen + Ulvenhout + Landgoed Wolfslaar + Rijsbergseweg + Wikketuin + Parkeerdek Chasseparking + Batenburglaan | 100              |
| 2006    | 21     | Rietdijk, Texas Hoeve, Haagse Beemden, Breda | 35               |
| 2007    | 22     | Rietdijk, Texas Hoeve, Haagse Beemden, Breda | 35               |
| 2008    | 23     | Rietdijk, Texas Hoeve, Haagse Beemden, Breda | 35               |
| 2009    | 24     | Rietdijk, Texas Hoeve, Haagse Beemden, Breda | 35               |
| 2011    | 25     | Trip van Zoudlandtkazerne, Centrum, Breda | 35               |